# 코스튬 드라마
코스튬 드라마(costume drama)는 원래 의상, 소품, 배경 등을 특정한 시대에 맞춰 연출한 영화나 드라마를 가리키는 영어 명칭이었으나, 주로 영화 관련 잡지나 웹사이트, 동호회 등을 중심으로 한국에서도 가끔 사용되는 외래어이다.

## 특징
소품이나 배경 등도 시대상을 나타내는 요소이지만 가장 주목을 끄는 요소가 의상이었던 탓에 '코스튬'이라는 말이 앞에 붙었으며, 아직은 비공식적인 용어로 머물러 있다.
주로 영화 또는 TV 드라마를 가리키는 용어로 많이 쓰이는데, 여러 장르에 걸쳐 두루 해당이 되지만 역사물이나 낭만과 모험을 그린 작품 등을 이야기할 때 쓰이는 일이 많다. 특히 역사물에 대해서는 시대극과 거의 같은 의미로 쓰이는 경우가 많지만, 주안점을 어디에 두는지에 따라 다르게 쓰인다. 또한 '웨스턴 무비', '서부극', '서부 활극' 등으로 불리는 북미 대륙 초기 정착민들의 삶을 담은 영화도 당대에 만들어진 것은 아니므로 코스튬 드라마에 해당한다고 볼 수 있다.
이야기를 담은 예술 장르라는 측면에서 볼 때 모든 영화나 드라마, 연극 등은 특정 시대를 배경으로 할 수밖에 없고, 당대의 일을 묘사하는 경우가 아니라면 배경으로 설정된 시공간에 따라 의상, 소품, 무대장치 등이 달라지는 게 당연하기 때문에, 수많은 공연 예술 작품들이 코스튬 드라마 성격을 띨 수는 있지만, 그러한 성격이 다른 면에 비하여 두드러질 때에만 이 용어를 써서 분류하는 경향이 있다.

## 예
- 영화로 만들어진 《오만과 편견》, 《음란서생》, 《모던 보이》, 《좋은 놈, 나쁜 놈, 이상한 놈》 등
- TV 드라마로 만들어진 《다모》, 《태왕사신기》 등